# 阿尔伯特桥 (贝尔法斯特)

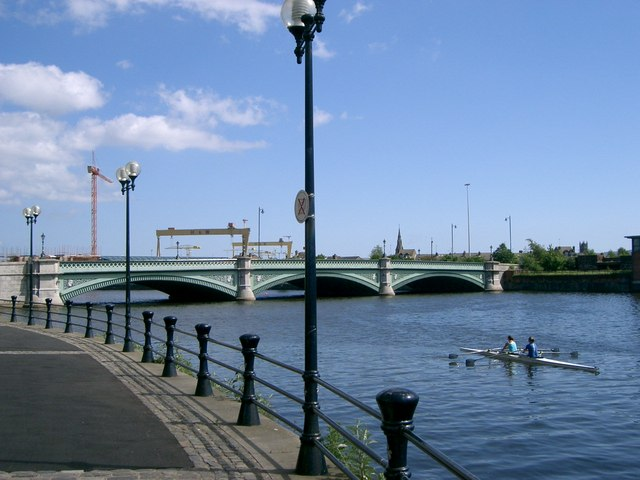
2006年的阿尔伯特桥

阿尔伯特桥（英語：Albert Bridge）是北爱尔兰贝尔法斯特的一座橋，以三个连拱跨越拉干河，是贝尔法斯特市区里跨越拉干河的八个桥梁之一。